# Келія Святих Архангелів - Фалакрос
Келія Святих Архангелів - Фалакрос - келія, що належить монастирю Пантократор на Святій Горі Афон, у січні 2023 року зборами старців монастиря офіційно передана в богослужбове користування ченцям з Православної Церкви України (ПЦУ). Як і всі чернечі громади на Афоні келія належить виключно до канонічної юрисдикції Вселенського Патріархату .
Заснована в Х столітті ченцем Никифором (Фалакро) в ті часи мала назву Безтілесних Сил (Ангелів). Із рукопису 1083 р. монастиря Ксенофонт на Афоні видно, що келья Фалакрос належала цьому монастирю. Можливо в цьому ж році келья перейшла у власність Проту, замість неї Монастирю Ксенофонт була передана місцевість Моноксилиту. 1392 року келья перейшла у власність до монастиря Пантократор на Афоні. 1648 року була відбудована ченцем Кирилом. У грудні 2021 р. рішенням старців монастиря Пантократор була передана на проживання та відбудову ієросхімонаху Паісію (Крілю), українцеві за походженням. У січні 2023 року в келії дозволене поселення інших ченців з України. 
Наразі келія перебуває на стадії відновлення. Оскільки ця частина Афону є одним із найстаріших і найважливіших місць Святої Гори, роботи тут будуть виконуватися з необхідною ретельністю та належною документацією, як історичною так і археологічною.